# William Coe

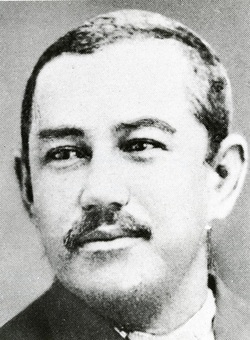
Coe (1899)

William Pritchard Coe (* 12. April 1857 auf Savaiʻi, Samoa; † 1909 in der Davao-Region, Philippinen) war ein samoanisch-amerikanischer Bediensteter der US-Regierung, der 1899 kurzzeitig als Gouverneur von Guam tätig war. Er entstammte der zur Zeit der deutschen Kolonialherrschaft in Neuguinea einflussreichen und begüterten Familie um seine Schwester Queen Emma.

## Herkunft
Coes Vater, der US-Amerikaner Jonas Myndersse Coe (1823–1891), war 1837 als Walfänger nach Samoa gekommen und war dort später als Konsul der US-Regierung tätig. In zweiter Ehe hatte er die Prinzessin Le’utu Joana Talelatale Malietoa († 1905) geheiratet. Neben seinen Schwestern Emma und Phebe entstammte auch Coe dieser Verbindung.

## Werdegang
Über Coes Ausbildung und frühen Werdegang ist nichts bekannt geworden. Als gesichert kann gelten, dass er zumindest zeitweise für seine Schwester Emma auf deren umfangreichen Besitzungen im Bismarck-Archipel, das zu dieser Zeit unter deutschen Kolonialverwaltung stand, tätig war.
Unter nicht weiter geklärten Umständen trat er in der Folge offenbar in den Dienst der US-Regierung.
Am 20. April 1899 wurde Coe von Leutnant Louis A. Kaiser, einem Marineoffizier an Bord der Nanshan, zum amtierenden Gouverneur von Guam ernannt. Die Ernennung erfolgte, nachdem Joaquin Perez y Cruz, der zuvor von Kapitän Edward D. Taussig von der Bennington ernannt worden war, Kaisers Missfallen erregt hatte. Coe war erst seit kurzer Zeit auf Guam und seine Amtszeit dauerte nur zwei Wochen bis zum 9. Mai, als Kapitän Richard Leary an Bord der Yosemite eintraf und eine offizielle Marinestation der USA auf der Insel gründete.
Der weitere Lebensweg Coes liegt ebenfalls im Dunkeln, er starb 1909 auf den Philippinen.

## Familie
William Pritchard Coe war mit Fa'uma verheiratet, die 1858 in Samoa geboren wurde. Das Paar hatte sechs Kinder: Edith Active, Edward Henry, Caroline Rosima (auch: Rasmina, † 1945), Emma Eliza, Peter William und Nita Fauma Johanne.